# 1720.
1720. je tretje desetletje v 18. stoletju med letoma 1720 in 1729. 